# حركة النجوم الخمسة
حركة النجوم الخمسة (بالإيطالية: MoVimento 5 Stelle، واختصارًا: M5S) هي حزب سياسي إيطالي. تأسست حركة النجوم الخمسة في 4 أكتوبر عام 2009 على يد بيبي غريللو، وهو ممثل كوميدي ومدون، وجيانروبيرتو كازاليجيو، والذي يعد مستشار استراتيجي بشبكة الويب. في عام 2014، عين غريللو مجلس إدارة مكون من خمسة أعضاء قياديين (أليساندرو دي باتيستا، ولويجي دي مايو، وروبيرتو فيكو، وكارلا روكو، وكارلو سيبيليا)، إذ بقي حتى شهر أكتوبر التالي حين حلّ هذا المجلس معلنًا نفسه «الرئيس السياسي» لحركة النجوم الخمسة. يُعد غريللو أيضًا رئيسًا رسميًا للجمعية المسماة حركة النجوم الخمسة؛ عمل ابن أخيه إنريكو غريللو نائبًا للرئيس، وعمل محاسبه إنريكو ماريا ناداسي سكرتيرًا. يمتلك دافيد كازاليجيو، ابن جيانروبيرتو، نفوذًا كبيرًا وإن كان غير رسمي.
تُعد حركة النجوم الخمسة شعبوية، ومناهضة للمؤسسة الحاكمة، ومناصرة لحماية البيئة، ومناهضة للعولمة، ومشككة بالاتحاد الأوروبي. وُصف الحزب أيضًا بأنه حزب يميني جديد، ووصفه البعض بأنه حزب يميني بسبب موقفه المناهض للهجرة رغم تشجيعه لسياسات عادةً ما يناصرها اليسار الإيطالي، ولا سيما دخل أساسي للمواطنين والسياسة الخضراء. في إحدى المرات، أشار غريللو نفسه بطريقة استفزازية إلى الحركة بأنها «شعبوية». أكد أعضاؤها أن حركة النجوم الخمسة ليست حزبًا بل «حركة»، وربما لا تنتمي إلى نموذج يسار-يمين التقليدي. تشير «النجوم الخمسة» إلى خمس قضايا أساسية للحزب: المياه العمومية، ووسائل النقل المُستدامة، والتنمية المُستدامة، والحق في الوصول إلى الإنترنت، والمحافظة على البيئة. يدافع الحزب أيضًا عن الديمقراطية الإلكترونية، والديمقراطية المباشرة، ومبدأ «السياسات غير المكلفة»، وتراجع النمو، واللاعنف.
في الانتخابات العامة لعام 2013، فازت حركة النجوم الخمسة بأغلب أصوات أحزاب مجلس النواب (باستثناء أصوات الناخبين الموجودين خارج الحدود الإيطالية). غير أن نوابه قد شغلوا 109 مناصب فقط من أصل 630 منصبًا، إذ رفضت حركة النجوم الخمسة الانضمام للائتلاف. منذ الانتخابات البرلمانية الأوروبية لعام 2014 وحتى عام، كانت حركة النجوم الخمسة جزءًا من المجموعة الأوروبية للحرية والديمقراطية المباشرة (إي إف دي دي) في البرلمان الأوروبي، إلى جانب حزب استقلال المملكة المتحدة وأحزاب يمينية صغرى. في يناير عام 2017، صوت أعضاء حركة النجوم الخمسة لصالح اقتراح غريللو للانضمام إلى مجموعة التحالف الأوروبي لليبراليين والديمقراطيين (إيه إل دي إي)، ولكن رُفض الحزب في النهاية ولم يُسجَّل حتى الآن.
في عام 2016، انتُخب اثنان من أعضاء الحزب، وهما فيرجينيا راجي وكيارا أبيندينو، محافظَين لكل من روما وتورينو على التوالي. في 21-22 سبتمبر عام 2017، انتُخب نائب رئيس مجلس النواب لويجي دي مايو بنسبة 82% من أصوات الناخبين في انتخابات أولية أُجريت عبر الإنترنت مرشحًا لرئاسة الوزراء و«رئيسًا سياسيًا» للحركة، فحل محل غريللو قائدًا لحركة النجوم الخمسة، لا «أمينًا» لها. في يناير عام 2018، عزل غريللو مدونته عن الحركة، التي كانت تُستخدم في السنوات السابقة صحيفةً إلكترونيةً وجهازًا رئيسيًا لحركة النجوم الخمسة.
في الانتخابات العامة لعام 2018، أصبحت حركة النجوم الخمسة أكبر حزب مستقل في البرلمان الإيطالي وتابع للحكومة.

## تاريخها

### اللقاءات
في 16 يوليو عام 2005، اقترح بيبي غريللو في مدونته أن يتخذ داعموه شبكات تواصل اجتماعي، مثل موقع «ميت أب»، لغرض التواصل وتنسيق الاجتماعات المحلية. بدأت لقاءات أول «40 صديقًا لبيبي غريللو» بهدف مبدئي «استمتع، واجتمع مع الأخرين، وشارك أفكارك ومقترحاتك نحو عالم أفضل، انطلاقًا من مدينة كل شخص، وناقش منشوراتي وطوّرها إن كنت تصدقها». تميزت اللقاءات بمجموعات عاملة بشأن مواضيع بعنوان «التكنولوجيا والابتكارات»، و«الاتصالات الصحفية»، و«النزعة الاستهلاكية الأخلاقية»، و«دراسة العملة»، و«انعدام المحارق»، وغيرها من المواضيع. من هذه البدايات، طُلب من غريللو أن يرشح نفسه لانتخابات أكتوبر 2005 التمهيدية لاختيار مرشح لمنصب رئيس الوزراء لائتلاف يسار الوسط، «الاتحاد».
في ثلاث مناسبات (17 ديسمبر 2005 في تورينو، و26 مارس 2006 في بياتشنزا، وبين 16 و18 يونيو 2006 في سورينتو)، عقد الممثلون من أصدقاء بيبي غريللو على موقع ميت أب اجتماعات دولية معه، حيث ناقشوا المقترحات المتعلقة بالقضايا البيئية مثل استبدال أنظمة معالجة النفايات الميكانيكية البيولوجية بمحرقات القمامة المسببة للتلوث.
في الاجتماع الدولي الرابع الذي عُقد في جنوة في 3 فبراير عام 2007، أعلن غريللو عن رغبته في الحصول على مساحة مستقلة في أثناء جولته لرؤية الناشطين المحليين لموقع ميت أب.
في 14 يوليو عام 2007، التقى بعضٌ من ممثلي القائمة المدنية الذين شاركوا في الانتخابات المحلية في الربيع السابق في مدينة بارما من أجل إنشاء تنسيق دولي بين الجمعيات والحركات والمنظمات. اجتمعوا لتشجيع الديمقراطية المباشرة والتشاركية وتجريبها ولمشاركة وثيقة هادفة تشمل تقديم الاقتراحات، وإلغاء الاستفتاء الشعبي، والانتخاب المباشر لأمين المظالم، وإنشاء ميزانية تشاركية، وتفويض «ملزم» للمديرين العامين وفتح الانتخابات التمهيدية.

### ڤي داي

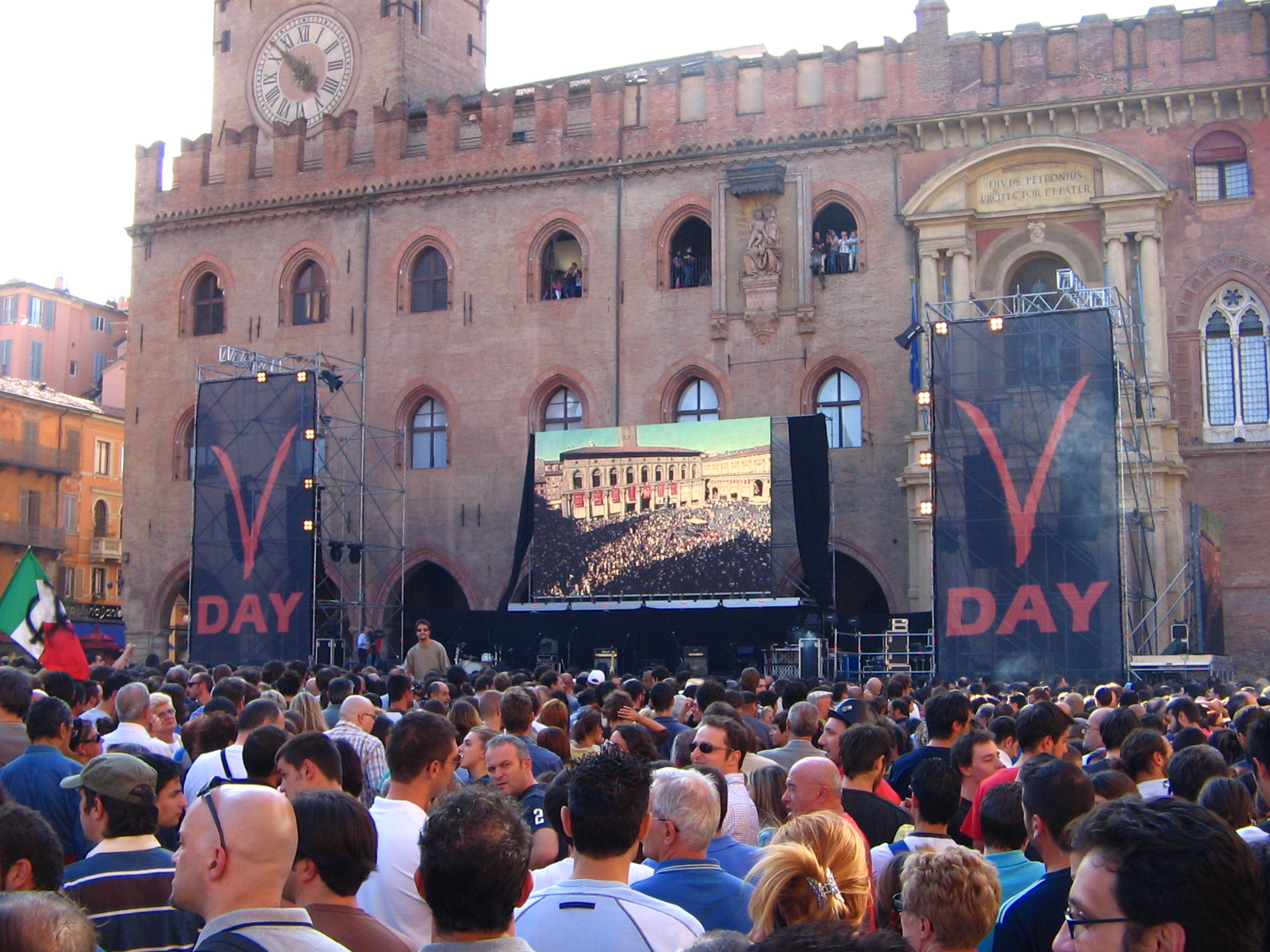
جانب من مظاهرات ڤي داي في بولونيا

في 14 يونيو 2007، أطلق غريللو يوم ڤافانكولو (يوم «ارحلوا عنا»)، أو ڤي داي (يوم ڤي)، في بولونيا. كان الهدف من ڤي داي تنظيم جمع التواقيع لمبادرة شعبية سعيًا إلى تقديم حق اختيار القانون الانتخابي الحالي ولمنع ترشيحات المرشحين البرلمانيين المدانين جنائيًا وأولئك الذين أكملوا دورتين في منصبهم.
اختيرت تسمية ڤي داي للإشارة إلى أربع مرجعيات. يشير الأول إلى إنزال النورماندي للحلفاء في نورماندي في أثناء الحرب العالمية الثانية لترمز إلى كيفية «اجتياح» المواطنين الإيطاليين السياسة الفاسدة. يشير الثاني إلى الفيلم والرواية المصورة ڤي فور فينديتا (ڤي رمزًا للثأر) التي ترتبط حركة النجوم الخمسة بمبادئ التجديد السياسي الموجودة فيها (يتشارك شعار الحركة رخصة استخدام رمز ڤي V أحمر). يشير الثالث إلى الاعتراض « ڤافانكولو» («اللعنة عليكم») الموجه إلى السياسة الفاسدة. أما الرابع، فيشير إلى العدد الروماني V أي «خمسة».
أُقيم ڤي داي، الذي شجع غريللو من خلاله على الاستمرار بمبادرة «البرلمان النزيه» منذ عام 2006، في العديد من المدن الإيطالية في 8 سبتمبر عام 2007 ليُثير حالة الاضطراب ذاتها التي سببها إعلان بادغليو في 8 سبتمبر عام 1943. في ذلك اليوم، جُمع 336,000 توقيع، متجاوزين العدد المطلوب لتقديم قانون المبادرة الشعبية البالغ 50,000 توقيع. من أجل هذه المناسبة، ابتكر ميشيل سيرا مصطلح غريليزمو.
نُظِم ڤي تو داي (يوم V2) في 25 أبريل عام 2008، وهو يوم ثانٍ من الأعمال الهادفة إلى جمع التواقيع من أجل ثلاثة استفتاءات شعبية.
في 29 و30 سبتمبر عام 2007 في مدينة لوكا، حدّد العديد من أعضاء موقع ميت أب المجاميع المدنية المحلية السياساتِ من أجل إنشاء مجاميع مدنية، وذلك في أعقاب المناقشة الأولى التي بدأت عبر الإنترنت وبعد الاجتماع السابق الذي عُقد في بيرجيا. في 10 أكتوبر عام 2007، قدّم غريللو دليلًا بخصوص كيفية إنشاء المجاميع المدنية.

## معرض صور

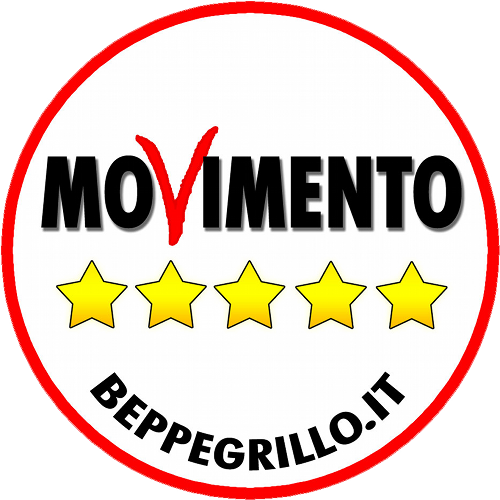

## وصلات خارجية
- الموقع الرسمي